# Mike Powell
Michael Anthony Powell, detto Mike (Filadelfia, 10 novembre 1963), è un ex lunghista statunitense, detentore del record mondiale della specialità dal 1991.
Soprannominato il folletto di Filadelfia, Powell conquistò due medaglie d'oro ai Mondiali di Tokyo 1991 e Stoccarda 1993, una medaglia di bronzo ai Mondiali di Göteborg 1995, nonché due medaglie d'argento ai Giochi olimpici di Seul 1988 e Barcellona 1992, in entrambi i casi preceduto dal suo rivale Carl Lewis.

## Biografia

### Gli esordi e l'argento olimpico a Seul 1988
Classe 1963, Powell frequento l'Università della California di Irvine e successivamente l'Università della California di Los Angeles, dove divenne membro dell'Alpha Phi Alpha, la più antica e numerosa confraternita afroamericana.
Iniziò abbastanza tardi ad ottenere dei risultati di alto livello nell'atletica leggera: nel 1987 fece registrare un ottimo 8,27 m a Kōriyama. Nel 1988 partecipò ai suoi primi Giochi olimpici: nella gara di salto in lungo si ritrovò contro Carl Lewis, indiscusso protagonista dell'atletica mondiale che, dopo i 4 ori olimpici ai Giochi di Los Angeles 1984, cercava di confermare il titolo almeno in questa specialità dopo alterne fortune nella velocità (vincerà a tavolino l'oro dei 100 metri piani solo dopo la storica squalifica di Ben Johnson).
Come da pronostico Lewis (detentore anche del titolo mondiale) fece gara da solo, chiudendo la gara con un notevole 8,72 m: Powell si piazzò secondo, con un sorprendente 8,49 m al terzo salto (dopo 8,23 m e 8,11 m), il suo ultimo valido della finale. Powell fu l'unico atleta con Lewis a superare gli 8 metri e 40 cm (quinta prestazione della giornata dopo le 4 del vincitore), e dette così inizio ad una grande rivalità con il "figlio del vento".

### 1991: il titolo iridato e il record mondiale
Dopo l'argento Powell si stabilizzò sui livelli di eccellenza mondiale, e nel 1990 saltò 8,66 m a Villeneuve-d'Ascq. Il 30 agosto 1991, ai Mondiali che si svolsero a Tokyo (Giappone), realizzò il nuovo record mondiale saltando 8,95 m e battendo il precedente primato di 8,90 m che Bob Beamon aveva ottenuto ai Giochi olimpici di Città del Messico nel 1968 (all'epoca il record più longevo dell'atletica leggera).
Durante la leggendaria competizione, il favorito Carl Lewis si fermò "solo" a 8,91 m, peraltro ventoso. La gara fu una delle più spettacolari nella storia di questo sport, nella quale i due atleti si contesero il posto più alto del podio in una serie di salti sopra gli 8,80 m, in condizioni di vento variabile, il cui suono percepibile risaltava nel completo silenzio del pubblico. Dopo il record di Tokyo, Powell abbracciò calorosamente il giudice di gara.
La grande prestazione lo fece diventare una vera celebrità; sempre nel 1991 Powell vinse così il premio James E. Sullivan e gli fu inoltre conferito dalla rete televisiva BBC il premio personalità dell'anno dedicata agli atleti non-britannici.

### 1992: il secondo argento olimpico
Nel 1992 Powell si presentò ai Giochi olimpici di Barcellona da campione mondiale uscente e primatista del mondo, co-favorito assieme a Lewis per il titolo assoluto nel salto in lungo. La gara fu di livello assai inferiore a quella dell'anno prima (come misure), e Lewis ebbe la meglio con il suo primo salto, di 8,67 m, di appena 3 cm superiore all'8,64 m che Powell fece registrare al sesto ed ultimo tentativo.
In quello stesso anno, al tradizionale meeting del Sestriere, Powell saltò 8,99 m, ma con un vento superiore ai 2 m/s: misura che non fu omologabile come record mondiale, ma che a oggi rappresenta la massima misura mai saltata da un atleta.

### 1993-1995: oro e bronzo ai Mondiali
Dopo aver saltato 8,70 m a Salamanca in giugno, nel 1993 ai Mondiali di Stoccarda Powell si laureò nuovamente campione mondiale di salto in lungo con un salto di 8,59 m: la gara non vide però la partecipazione di Lewis, che sarebbe tornato alla competizione in questa specialità solo 3 anni dopo.
Ai Mondiali di Göteborg 1995 Powell fallì l'appuntamento col suo terzo titolo consecutivo, arrivando terzo con 8,29 m, dietro (di 1 cm) al giamaicano James Beckford ed al cubano Iván Pedroso, nuovo dominatore della specialità (avrebbe conquistato anche i 3 successivi Mondiali e i Giochi olimpici del 2000) e vincitore con un ottimo 8,70 m.
Pedroso nel 1995 batté di un solo centimetro il record di Powell, ma la prestazione non venne omologata dalla IAAF in quanto, attraverso le immagini, si rilevò che durante il salto un giudice di gara si era posizionato davanti allo strumento di rilevazione del vento, che soffiava a oltre 2 m/s.

### Atlanta 1996 e il primo ritiro
Powell dichiarò di volersi ritirare dopo i Giochi olimpici di Atlanta 1996, nei quali (dopo essere passato in testa al secondo turno con 8,17 m), soffrì di uno stiramento inguinale e, dopo un ultimo salto nullo in cui affondò nella sabbia, dovette accontentarsi del quinto posto: la gara finì con lo storico quarto oro olimpico consecutivo di Lewis nel salto in lungo.
Negli anni successivi, abbandonata l'attività agonistica, conseguì una laurea in psicologia dello sport, e si occupò di atletica nella veste di psicologo motivatore e allenando i giovani dell'università di Fullerton.

### Il ritorno alle gare ed il definitivo ritiro
Nonostante l'aumento di peso che lo portò a raggiungere 95 kg (Powell nel 1996 pesava 80 kg per 1,88 m di altezza), tornò a gareggiare nel 2001 alle Relays di Modesto con lo scopo di prendere parte ai Giochi olimpici di Atene del 2004, ma nell'occasione saltò poco più di 8 metri.
Powell si ritirò definitivamente dopo aver fallito l'obiettivo prefissatosi.

## Record mondiali

### Seniores
- Salto in lungo: 8,95 m ( Tokyo, 30 agosto 1991)

## Palmarès
| Anno | Manifestazione  | Sede       | Evento         | Risultato | Prestazione | Note            |
| ---- | --------------- | ---------- | -------------- | --------- | ----------- | --------------- |
| 1987 | Universiadi     | Zagabria   | Salto in lungo | Oro       | 8,19 m      |                 |
| 1988 | Giochi olimpici | Seul       | Salto in lungo | Argento   | 8,49 m      |                 |
| 1991 | Mondiali        | Tokyo      | Salto in lungo | Oro       | 8,95 m      | Record mondiale |
| 1992 | Giochi olimpici | Barcellona | Salto in lungo | Argento   | 8,64 m      |                 |
| 1993 | Mondiali        | Stoccarda  | Salto in lungo | Oro       | 8,59 m      |                 |
| 1995 | Mondiali        | Göteborg   | Salto in lungo | Bronzo    | 8,29 m      |                 |
| 1996 | Giochi olimpici | Atlanta    | Salto in lungo | 5º        | 8,17 m      |                 |

## Altre competizioni internazionali
1993
- Oro alla Grand Prix Final ( Londra), salto in lungo - 8,54 m